# Isprinsessan (film, 2007)
Isprinsessan är en svensk TV-film i två delar från 2007 baserad på Camilla Läckbergs roman Isprinsessan.

## Handling
I Fjällbacka i Bohuslän råder lugn fram till den dag då den unga kvinnan Alexandra hittas död i sitt badkar i föräldrahemmet.
Polisen Patrik Hedström arbetar med mordet och vid ett möte med vittnen träffar han också sin ungdomskärlek Erica Falck

## Om filmen
Filmen spelades in i Fjällbacka under februari–maj 2007. Den sändes i SVT1 den 2 och 9 november 2007. Den nådde stora framgångar, avsnitt 1 med tittarsiffra på 1 665 000 tittare och avsnitt 2 med 1 490 000.

## Rollista
- Elisabet Carlsson - Erica Falck
- Niklas Hjulström - Patrik Hedström
- Göran Ragnerstam - Bertil Mellberg
- Jonas Karlström - Martin Molin
- Malin Morgan - Anna Maxwell
- Gary Whitaker - Lucas Maxwell
- Lotta Karlge - Annika Jansson
- Christer Fjellström - Gösta Flygare
- Ingvar Haggren - Ernst Lundgren
- Stefan Gödicke - Dan Karlsson
- Gunilla Johansson - Pernilla Karlsson
- Thomas W. Gabrielsson - Jan Lorentz
- Magnus Krepper - Anders Nilsson
- Margareta Olsson - Vera Nilsson
- Amanda Ooms - Alexandra Wijkner
- Figge Norling - Henrik Wijkner
- Ann Lundgren - Birgit Carlgren
- Göran Graffman - Karl-Erik Carlgren